# Adli Mansur
Adli Mahmud Mansur (arab.: عدلي محمود منصور, ʿAdlī Maḥmūd Manṣūr; ur. 23 grudnia 1945 w Kairze) – egipski sędzia i polityk, prezes Najwyższego Sądu Konstytucyjnego w latach 2013–2016. 3 lipca 2013 roku po odsunięciu od władzy prezydenta Muhammada Mursiego na skutek masowych protestów, został przez dowódcę armii gen. Abd al-Fattaha as-Sisiego ogłoszony tymczasowym prezydentem państwa.
Objęcie prezydentury przez Mansura było jednym z głównych żądań Ruchu Tamarrud, który zorganizował protesty przeciw rządom Mursiego.
W swoją pierwszą podróż zagraniczną jako głowa państwa wybrał się w dniu 7 października 2013 roku do Arabii Saudyjskiej. Spotkał się tam m.in. z królem Abd Allahem ibn Abd al-Azizem Al Su’udem. Obowiązki prezydenta Egiptu pełnił do 8 czerwca 2014 roku.